# Sibi
Sibi è una città del Pakistan, nella regione del Belucistan. È il capoluogo del Distretto di Sibi. Nel 2001 possedeva una popolazione di 52.100 abitanti. È la città più calda dell'Asia, con 53,0 °C registrati come record assoluto all'ombra.
| Controllo di autorità | VIAF (EN) 124488732 · LCCN (EN) n94017768 · J9U (EN, HE) 987007533254405171 |